# 快乐的死
《快乐的死》 (法语：La mort heureuse) 是法国作家阿尔贝·加缪的一部小说。这本书的主题是快乐，有意识地创造快乐，需要时间（和金钱）来达到快乐。主人公在阿尔及尔海事委员会工作，患有肺结核, 后来在欧洲旅行。
加缪在1936年至1938年间创作并改编了这部小说，但后来决定不出版。它最终出版于1971年，作者已经去世十多年。
《快乐的死》是加缪的第一部小说，显然是他最著名的作品《异乡人》（1942年出版）的前身。《快乐的死》的主人公名为帕特里斯·梅尔索，类似于《异乡人》的默索。两人都是法属阿尔及利亚杀人的职员。《快乐的死》使用第三人称，而《异乡人》使用第一人称。这部小说只有100多页，由两部分组成。

## 情节
第1部分，标题为《自然的死》，描些帕特里斯·梅尔索单调空虚的生活，无聊的办公室工作，和与女友玛特的无意义的关系。梅尔索结识了富有的废人罗兰·萨格勒斯（萨格勒斯是希腊神话中的人物），他为梅尔索指明了一条出路： "幸福需要时间。需要很多时间。幸福也是一种漫长的忍耐。几乎在每一种情况下，我们都在用生命赚钱，而我们本该用金钱来赢得时间"。萨格勒斯暗示自己的生命是毫无意义的浪费，因此梅尔索决定杀了他，用富人的钱创造自己的幸福。
第2部分，标题为《有意识的死》，跟随梅尔索随后的欧洲之行。他乘火车穿梭于一个又一个城市之间，却始终无法找到安宁，于是决定回到阿尔及尔，与三位年轻的女性朋友一起住在海边的一所房子里。这里的每个人都只有一个目标：抛弃世俗，追求幸福。然而，梅尔索需要孤独。他娶了一个他并不爱的讨人喜欢的女人卢西安，在海边的村子里买了一栋房子，独自搬了进去。“在夜深人静的时候，他的生活对他来说显得如此遥远，他是如此孤独，对一切都漠不关心，对他自己也是如此，梅尔索觉得他终于达到了他所追求的目标，现在充满他的平静是源于他在这个温暖的世界的帮助下，耐心地追求和实现的自我放弃，这个世界如此愿意而毫不生气地拒绝他"。他身患重病，却幸福地死去： “石头中的石头，他在内心的喜悦中回到了不动世界的真理"。